# Gilbert Murray (militär)
Adolf Gilbert Murray, född 16 augusti 1914 i Svea ingenjörkårs församling i Stockholm, död 1 juni 2008 i Johannes församling i Stockholm, var en svensk militär.

## Biografi
Murray avlade studentexamen i Stockholm 1933 och blev officer vid Svea livgarde 1936. Åren 1942–1943 gick han en kurs i pansartjänst och överfördes därefter 1943 till Södermanlands regemente. Han studerade vid Krigshögskolan 1943–1945 och befordrades 1947 till kapten. Han tjänstgjorde vid Försvarsstaben 1947–1951 och 1951–1953 vid Skånska pansarregementet. Åren 1953–1959 var han lärare i strategi vid Krigshögskolan och under denna tid befordrades till major 1954 och överstelöjtnant 1958. Åren 1959–1962 tjänstgjorde han vid Livgrenadjärregementet och 1962–1965 som lärare vid Försvarshögskolan. År 1965 befordrades han till överste och var försvarsattaché vid ambassaden i Paris 1966–1971, med sidoackreditering vid ambassaden i Bern 1966–1968 och vid ambassaden i Bryssel 1968–1971. Åren 1971–1973 var han befälhavare för Strängnäs försvarsområde.
Efter sin pensionering från Krigsmakten var Murray 1973–1975 konsult åt Försvarets materielverk och därefter generalsekreterare för Allmänna försvarsföreningen 1975–1988. Han var militär medarbetare i Dagens Nyheter 1950–1959 och var mycket aktiv i den försvarspolitiska debatten. Han var ordförande i Ointroducerad adels förening 1976–1987 och vice ordförande i Svenska Livräddningssällskapet 1959–1966.
Murray invaldes 1958 som ledamot av Kungliga Krigsvetenskapsakademien.
Gilbert Murray tillhörde släkten Murray medlem i Ointroducerad adels förening. Han var son till Adolf Murray och bror till Malcolm Murray. De är alla begravna på Norra begravningsplatsen utanför Stockholm.

## Utmärkelser
- Riddare av Svärdsorden, 1954.[4]
- Kommendör av Svärdsorden, 5 juni 1971.[5]
- Kommendör av första klass av Svärdsorden, 1 december 1973.[6]